# Вільна соціалістична партія
Вільна соціалістична партія, ВСП (англ. Freedom Socialist Party, FSP) — ліва політична партія в США, що стоїть на засадах троцькізму та соціалістичного фемінізму. Виникла 1966 року в результаті відколу від Соціалістичної робітничої партії.

## Історія
Безпосередньою попередницею ВСП була тенденція Кірк–Кай в СРП. Лідерами тенденції були Дік Фрейзер (Кірк) і Клара Фрейзер (Кай), які тоді були подружжям. На той час Фрейзери розглядалися як центральні лідери тенденції у зв'язку з розвитком ними теорії революційного інтегралізму. На додаток до їхньоїх характерної позиції з цивільних прав, що випливає з теорії революційного інтегралізму, тенденція також прийняла положення, які були доброзичливішими до маоїстського Китаю, ніж було прийнято в СРП, що дозволило укласти альянс з тенденцією Арне Швабека (англ. Arne Swabeck) і Френка Ґласса (англ. Frank Glass).
Політичні розбіжності, згідно з формулюванням ССП, включали також некритичну підтримку СРП темношірих націоналістів та їхнього теоретика Малколма Ікс, орієнтацію СРП на робітничу аристократію, опортуністичну позицію щодо руху проти війни у В'єтнамі, а також зневажливе ставлення до зароджуваного феміністичного руху. Майбутні активісти ВСП виступали за класову солідарність чорних та білих робітників, закликали до розширення розуміння та уваги до емансипації жінок та закликали антивоєнний рух до підтримки соціалістичних та антиколоніальних вимог та В'єтнамської революції.

## Ідеологія та організація
ВСП є троцькістською партією. Партійні лідерки Клара Фрейзер і Ґлорія Мартін прагнуть побудувати авангардну партію, яка була б «соціалістично-феміністичною» за ідеологією та практикою. Партія розглядає визвольну боротьбу жінок, національних та сексуальних меншин як важливий елемент пролетарської революції.
Національним секретарем ССП є Генрі Ноубл (англ. Henry Noble). Жінки становлять значну частину партійного керівництва. Партія пов'язана із соціалістичною феміністською організацією «Радикальні жінки», що також функціонує в Австралії.
Партія має осередки у низці міст США та симпатизуючу організацію в Австралії. Видається газета «Вільний соціаліст» (англ. The Freedom Socialist), що виходить 6 разів на рік. Різні книги, брошури та агітаційні матеріали друкуються у партійному видавництві «Red Letter Press».

## Політичні позиції

### Російсько-українська війна
Вільна соціалістична партія вважає Росію агресором у війні проти України, що була розпочата анексією Криму в 2014 році та продовжена повномасштабним вторгненням у 2022 році. Партія критикує частину лівих, зокрема сталіністів, які ігнорують імперіалістичну природу російської держави, зосереджуючись виключно на імперіалізмі США. Носії такої позиції, за словами партії, фактично зближені з політичним табором Дональда Трампа. Партія агітує надавати Україні матеріальну допомогу, а також закликає до єдності дій робітників, соціалістів та радикальних активістів у США та в усьому світі щодо українського питання.

## Діяльність

Активісти Вільної соціалістичної партії на марші з нагоди дня Мартіна Лютера Кінга, 2006 рік.

Партія бере участь у єдиних фронтах із низки питань. ВСП була основною організаторкою Об'єднаного фронту проти фашизму (англ. United Front Against Fascism), який також включає широку коаліцію лівих, ЛГБТ-активістів, профспілок, феміністок, національних меншин, євреїв та активістів громадянського визволення. Цей фронт взяв на себе провідну роль у мобілізації проти неонацистів у північно-західній частині тихоокеанського узбережжя.
У 2003 році видавництво «Red Letter Press» та його головна редакторка Гелен Ґілберт стали об'єктом скарги до Федеральної виборчої комісії з боку комітету кампанії на підтримку багаторічного кандидата на пост президента США Ліндона Ларуша. Ларуш стверджував, що Ґілберт та видавництво ВСП, яке випустило брошуру Ґілберт із критикою ідеології та політичної історії Ларуша, допустили порушення законів фінансування кампанії. ФІК знайшла скаргу Ларуша необґрунтованою та відхилила її.
У 2004 році Джордана Сардо, активістка орегонського осередку ВСП, брала участь у виборах до Палати представників Орегону у 45-му виборчому окрузі штату. Вона отримала 8,74% голосів, посівши друге місце після представниці демократів Джекі Дінґфелдер, яка отримала 89,65% голосів.